# Mathilde Plate
Mathilde Anna Plate (* 5. Juli 1878 in Bremen; † 24. Januar 1963 in Bremen) war eine deutsche Pädagogin, Frauenrechtlerin und Politikerin (DNVP, CDU) in Bremen.

## Biografie

### Ausbildung
Plate war die Tochter des Lehrers Friedrich Plate (1854–1938), später  Schulleiter in Bremen - Walle, und Sophie Gesine Plate, geb. Steinberg (1853–1938). Sie war eine der beiden Schwestern des Strombaudirektors Ludwig Plate. Sie besuchte die Schule ihres Vaters in Walle und dann die höhere Töchterschule von Johanne Kippenberg. Als begabte Schülerin, mit einer starken literarischen Neigung, durfte sie ab 1895 die Seminarklassen bei Kippenberg absolvieren. Sie vertiefte dabei ihre schauspielerischen Talente. 1897/98 bestand sie die Lehrerprüfung und war berechtigt an Volks- und höheren Mädchenschulen zu unterrichten.

### Lehrerin und Weiterbildung
Ab 1898 unterrichtete sie an der  Mädchenschule von A. H. Dreyer in Bremen-Mitte. 1902 erweiterte sie ihre Kenntnisse durch Sprachunterricht in Paris. Von 1904 bis 1905 unterrichtete sie an der Kippenbergschule. Sie studierte erneut als Gasthörerin an der Universität Göttingen, der Universität Freiburg und dann wieder in Göttingen. Der in Göttingen lehrende Historiker Karl Brandi übte einen nachhaltigen Einfluss auf sie aus. Unveröffentlicht ist ihre Examensarbeit Die Entwicklung des Gewerbewesens in Bremen. 
Die konservative und monarchistische Plate war ab 1909 Oberlehrerin an der Kippenbergschule. Erst 1913 zog sie aus dem Elternhaus in ein Einfamilienhaus in Findorff-Weidedamm. 1916 wurde sie Oberlehrerin an dem neu gegründeten Städtischen Lyzeum mit Studienanstalt an der Kleinen Helle. Nach dem Gründungsleiter der Schule, Landesschulrat Bohm, übernahm sie 1919 dieses Realgymnasium für Mädchen als Leiterin und Gymnasialdirektorin. Die Schule wurde von ihr stark in den musischen Fächern ausgeprägt und Konzerte sowie Theateraufführungen fanden oft statt.

### Politik und Beruf
1919 trat sie der rechten Deutschnationale Volkspartei (DNVP) bei. Sie war 1919/20 Mitglied der verfassungsgebenden Bremer Nationalversammlung und danach bis 1933 Mitglied der Bremischen Bürgerschaft. Sie trat für die Stärkung der Frauenrechte und für die Lösung sozialer Probleme ein. Sie war Mitglied im Deutschen Frauenbund für alkoholfreie Kultur von  Ottilie Hoffmann, in dem sie bis in die 1950er Jahre wirkte. Bis 1934 gehörte sie dem Kirchentag der Bremischen Evangelischen Kirche an.
Der Machtübernahme und dem Nationalsozialismus stand Plate ebenso wie früher den Linksparteien skeptisch gegenüber. Ihre Schule konnte sie aus der Politisierung weitgehend heraushalten. Sie stand für eine konservative Schulausbildung und für einen elitebewussten Nachwuchs. Die autoritätsbewusste Pädagogin wurde 1939 zur Oberstudiendirektorin befördert.
Nach dem Zweiten Weltkrieg blieb sie bis zu ihrer Pensionierung im Jahr 1949 Leiterin der Schule. Sie half aktiv beim Wiederaufbau der Schule. In den ersten Nachkriegsjahren trat sie der CDU bei, nahm aber keine führende Funktion in der Partei war. 1949 kandidierte sie vergebens für den Deutschen Bundestag.